# オレグ・カエターニ
オレグ・カエターニ（Oleg Caetani, 1956年 ローザンヌ – ）は、スイスの指揮者。

## 出自
父はイーゴリ・マルケヴィチ、母はドンナ・トパツィア・カエターニで、スイス出身ながらウクライナ人とイタリア人の混血である。母は後妻であり、前妻の息子である兄ヴァスラフ・マルケヴィチとは異母兄弟である。母方の姓を名乗り、14世紀初頭の教皇ボニファティウス8世の血統を現代に伝えている。

## 略歴
数年間ナディア・ブーランジェの指導を受けた後、ローマのサンタ・チェチーリア音楽院で指揮法をフランコ・フェラーラに、作曲法をイルマ・ラヴィナーレに師事。17歳の時、クラウディオ・モンテヴェルディの《タンクレディとクロリンダの戦い》のローマ公演でデビューを果たす。その後ソビエト連邦に留学して、モスクワ音楽院で指揮法をキリル・コンドラシンに、音楽学をナジェージダ・ニコラーイェワに師事。次いでレニングラード音楽院でイリヤ・ムーシンに指揮法を師事した。また、父イーゴリ・マルケヴィチの弟子であったヘルベルト・ブロムシュテットからも教えを受けている。
西ベルリンのカラヤン・コンクールに優勝した後、ベルリン国立歌劇場でオトマール・スイトナーの助手として指揮活動に入る。その後はヴァイマル国立劇場やフランクフルト歌劇場のカペルマイスター、ヴィースバーデン歌劇場の音楽監督を歴任した。なお、ヴィースバーデンでの後任は上岡敏之である。
2001年にメルボルン交響楽団を指揮してオーストラリアにデビュー。2005年1月に同交響楽団の首席指揮者兼芸術監督に就任した。2007年にはメルボルン交響楽団を率いて2度目のヨーロッパへの演奏旅行を行い、ベルリンやミラノ、パリ、マドリードを訪問した。2008年3月にメルボルン交響楽団から任期を2010年の末まで延ばすと発表されている。2008年8月7日には、ショスタコーヴィチの《交響曲 第13番「バビ・ヤール」》のオーストラリア初演を指揮した 。同楽団と共演して、シャンドス・レーベルにアレクサンドル・タンスマンの交響曲とルディ・シュテファンの管弦楽曲を録音する企画が進行中である。
2001年にはミラノのスカラ座にデビューして《トゥーランドット》の公演を指揮した。2003年にはイングランド・ナショナル・オペラにデビューして《ホヴァーンシチナ》を指揮している。2005年2月にイングリッシュ・ナショナル・オペラから、ポール・ダニエルの後任として翌2006年よりカエターニを音楽監督に迎えると発表された。しかし、就任を打診した当時の芸術監督ショーン・ドーランが2005年11月に辞任したため、カエターニ自身の音楽監督への就任も12月に撤回された。カエターニのオーストラリアでの活動が、イングリッシュ・ナショナル・オペラにおける活動を制限するとの問題も浮上した。それでも2006年の《恋するサー・ジョン》の舞台上演の契約は実現させた。
私生活では、2度結婚しており、最初の結婚で2女を儲け、スザンナ夫人と再婚してからさらに1女を儲けた。

## ディスコグラフィー
- Discogs